# Mankells Wallander: Vor dem Frost
Vor dem Frost (schwedisch: Innan frosten) ist ein in internationaler Koproduktion entstandener  Fernsehfilm aus dem Jahr 2005.
Es handelt sich um die erste Folge der ersten Staffel, also die insgesamt erste Folge der schwedischen Kriminalserie Mankells Wallander mit Krister Henriksson in der Hauptrolle. Es handelt sich um eine Verfilmung des Wallander-Romans Vor dem Frost von Henning Mankell.
Die Erstausstrahlung in Schweden erfolgte am 14. Januar 2005 auf TV4, die deutschsprachige Erstausstrahlung erfolgte am 2. Juni 2006 auf Das Erste.
Im Jahr 2012 erschien die BBC-Version Kommissar Wallander: Vor dem Frost mit Kenneth Branagh in der Hauptrolle.

## Handlung
Im Wald von Ystad beobachtet eine Spaziergängerin, wie ein Unbekannter zwei Schwäne anzündet. Kurz darauf wird die Frau von dem Unbekannten umgebracht.
Linda Wallander, die Tochter von Kommissar Kurt Wallander, hat die Polizeischule beendet und kehrt nach Ystad zurück. Sie nimmt ihrem Vater übel, dass er den Tag ihres Abschlussexamens verpasst hat.
Da wird Birgitta Medberg, die Spaziergängerin aus dem Wald, von ihrer Tochter als vermisst gemeldet. Wenig später findet Linda die Leiche der Vermissten im Wald. Nach einem Wutanfall ihres Vaters, weil sie alleine im Wald gesucht hat, kommt Linda bei ihrer Jugendfreundin Anna Westlin unter, die kurz vor ihrem Studienabschluss steht.
Die Ermittlungen ergeben, dass es eine Verbindung zwischen dem Mord an der Frau und den verbrannten Schwänen gibt. Ebenso findet die Polizei eine Bibel, die Spuren des Brennstoffes enthält, mit dem die Schwäne verbrannt wurden, sowie hebräische Notizen enthält.
Im Freundeskreis fällt Anna dadurch auf, dass sie es ablehnt, dass Myran ihre Tochter Julia durch künstliche Befruchtung bekommen hat. Am nächsten Tag fällt Linda auf, dass Anna verschwunden ist. Linda findet heraus, dass Anna ein Jahr zuvor ihr Studium abgebrochen hat, ohne jemandem etwas davon zu erzählen.
Kommissar Wallander und sein Team warten auf die Ankunft des neuen Kollegen Stefan Lindman. Dieser verspätet sich jedoch, weil er von Linda in einer Verkehrskontrolle aufgehalten wird. Die finnischen Kollegen identifizieren die Fingerabdrücke vom Tatort als die von Togeat Langos, einem Finnen, der seit dem Untergang der Estonia für tot erklärt wurde, in Wahrheit aber seinen Tod vorgetäuscht hat und untergetaucht ist. Da meldet das Militär einen Einbruch, bei dem zwei Tonnen Sprengstoff gestohlen wurden. Gleichzeitig wird in einer Kirche ein Ritualmord an einer jungen Frau begangen; unter den Anwesenden befindet sich auch Anna.
Linda findet bei den Sachen von Anna eine Videokassette mit einer Reportage über den Massensuizid einer Sekte in Jonestown im Jahr 1978. Zudem findet Linda in Annas Müllbeutel einen Schwangerschaftstest. Anna hat sich einer Sekte angeschlossen, die sich gegen Abtreibung, Homosexualität und künstliche Befruchtung ausspricht. Linda findet ein Foto von Anna mit einem der Sektenmitglieder.
Die Tote in der Kirche stellt sich als die Gynäkologin Molin Kranz heraus, die Abtreibungen durchgeführt hat. Wie sich herausstellt, stammen die Anmerkungen in der Bibel von Jim Jones, dem Anführer der Sekte von Jonestown. In den Nachrichten ist die Rede von der ersten schwedischen Homosexuellen-Hochzeit, die demnächst in Ystad stattfinden soll. Da taucht im Internet ein Video des Ritualmords auf.
Da taucht plötzlich Anna wieder auf und erzählt, dass sie angeblich in Lund war. In der Nacht wird Myrans Tochter Julia entführt. Dank der Reportage über das Jonestown-Massaker findet Linda heraus, dass Annas Vater, der Mann auf Annas Foto, bei dem Massaker dabei war und etwas mit dem aktuellen Fall zu tun hat. Linda und Stefan finden den Van der Sekte mit dem gestohlenen Sprengstoff, während Wallander und Ann-Britt eingreifen, als die Sekte Julia auf dem See aussetzt. Als Anna und ihr Vater mit dem Van flüchten, nehmen Linda und Stefan die Verfolgung auf. Als man den Lageplan einer Kirche bei der Sekte findet, schlussfolgert Wallander, dass die Sekte einen Anschlag auf die Homo-Hochzeit plant. Stefan stoppt Annas Vater durch einen Gewehrschuss, woraufhin Anna Linda als Geisel nimmt. Währenddessen gelingt es Wallander und seinen Kollegen, die Kirche zu evakuieren. In einem günstigen Moment schafft es Linda zu entkommen, bevor Anna weiterfährt und der Van explodiert.

## Kritiken
„Auftakt einer neuen Staffel mit Fernsehkrimis, die sich an die Romane von Henning Mankell anlehnen; nicht nur wurde das gesamte Personal ausgetauscht, auch weicht der Film in Tempo und Atmosphäre erheblich von der Vorlage ab. Die konstruierte Geschichte und viele Klischees lassen nicht recht Spannung aufkommen. - Ab 14.“